# Skjern Håndbold
Skjern Håndbold er en dansk håndboldklub fra Skjern i Vestjylland. Klubben blev dannet i 1992. Skjern Håndbold spiller i grønne trøjer og sorte shorts hjemme, og i hvide trøjer og grønne shorts på udebane. Skjern Håndbolds hjemmebane er Skjern Bank Arena.

## Historie
Skjern Håndbold blev grundlagt i 1992 som en sammenslutning af Skjern Gymnastikforening af 1916 og Skjern KFUM og KFUK's Idrætsforening med det formål at promovere håndbolden i Vestjylland.
Klubbens førstehold på herresiden skrev sig ind i historiebøgerne, da de i sæsonen 1997/1998 rykkede op fra 1. divisionen, og sæsonen efter 1998/1999 vandt det danske mesterskab. Dette gjorde dem til den første klub nogensinde, der året efter at være rykket op, vinder det danske mesterskab. Samme år vandt de Landspokalturneringen, da de slog FIF i finalen.
Skjern Håndbold er Danmarks eneste herrehåndboldhold som har vundet en europæisk turnering - nemlig Challenge Cuppen, som de vandt to år i træk - i 2001/02 & 2002/03.
Skjern Håndbold er mest kendt for deres herreside, men førsteholdet på damesiden spillede dog i landets næstbedste række frem til sæsonen 2007/08, hvor spillerlicensen blev overdraget til Ringkøbing Håndbold.
I 2024-25 sæsonen slog de deres egen tiskuerrekord med 2963 tilskuere pr. kamp i gennemsnit.

## Aktuel trup

### Spillertruppen 2022/23
| Nr. | Navn              | Nationalitet        | Alder                      | Position     | I klubben siden |
| --- | ----------------- | ------------------- | -------------------------- | ------------ | --------------- |
| 1   | Christoffer Bonde | Danmark             | 3. januar 1999 (26 år)     | Målvogter    | 2021            |
| 5   | Tobias Mygind     | Danmark             | 24. januar 2002 (23 år)    | Venstre back | 2021            |
| 5   | Oliver Norlyk     | Danmark             | 19. januar 2000 (25 år)    | Højre back   | 2020            |
| 7   | Senjamin Burić    | Bosnien-Hercegovina | 20. november 1990 (34 år)  | Stregspiller | 2021            |
| 9   | Simen Pettersen   | Norge               | 8. april 1998 (27 år)      | Venstre back | 2022            |
| 10  | Sveinn Jóhannsson | Island              | 16. juni 1999 (26 år)      | Stregspiller | 2022            |
| 12  | Robin Haug        | Norge               | 1. september 1998 (26 år)  | Målvogter    | 2019            |
| 14  | Emil Bergholt     | Danmark             | 25. august 1997 (27 år)    | Stregspiller | 2019            |
| 15  | Lasse Mikkelsen   | Danmark             | 19. maj 1998 (27 år)       | Playmaker    | 2021            |
| 17  | Mikkel Lang       | Danmark             | 3. maj 2002 (23 år)        | Højre fløj   | 2021            |
| 18  | Alfred Jönsson    | Sverige             | 21. februar 1998 (27 år)   | Venstre back | 2021            |
| 19  | Lasse Uth         | Danmark             | 19. september 1990 (34 år) | Venstre fløj | 2021            |
| 21  | René Rasmussen    | Danmark             | 29. august 1989 (35 år)    | Højre fløj   | 2008            |
| 22  | Jakob Rasmussen   | Danmark             | 4. december 2002 (22 år)   | Playmaker    | 2020            |
| 23  | Jørgen Rasmussen  | Danmark             | 29. august 1989 (35 år)    | Venstre fløj | 2020            |
| 25  | Eivind Tangen     | Norge               | 4. maj 1993 (32 år)        | Højre back   | 2017            |

## Mest profilerede tidligere spillere
| 14 | Michael V. Knudsen | Danmark   | Stregspiller | 2002-2004 (2)  |
| 5  | Ragnar Óskarsson   | Island    | Playmaker    | 2004-2005 (1)  |
| 16 | Jonas Degnbol      | Danmark   | Målmand      | 1999-2004 (5)  |
| 7  | Claus Hansen       | Danmark   | Venstre fløj | 1999-2006 (7)  |
| 4  | Henrik Sloth       | Danmark   | Højre fløj   | 1999-2004 (5)  |
| 14 | Henrik Bergholt    | Danmark   | Stregspiller | 1999-2002 (3)  |
| 3  | Henrik Bjerg       | Danmark   | Stregspiller | 1999-2006 (7)  |
| 12 | Johan Jakobsen     | Danmark   | Målmand      | 1999-2006 (7)  |
| 21 | Mikkel Aagaard     | Danmark   | Højre fløj   | 2003-2007 (4)  |
| 1  | Sune Agerschou     | Danmark   | Målmand      | 2003-2010 (7)  |
| 13 | Lars Møller Madsen | Danmark   | Venstre back | 2001-2009 (8)  |
| 4  | Pelle Larsen       | Danmark   | Stregspiller | 2007-2009 (2)  |
| 9  | Jeppe Riber        | Danmark   | Venstre fløj | 2005-2011 (6)  |
| 2  | Patrick Westerholm | Finland   | Bagspiller   | 2005-2008 (3)  |
| 5  | Kaupo Palmar       | Estland   | Højre back   | 2005-2008 (3)  |
| 7  | Martin Krisensen   | Danmark   | Venstre fløj | 2006-2008 (2)  |
| 3  | Thomas Pedersen    | Danmark   | Højre fløj   | 2007-2011 (4)  |
| 12 | Emil K. Jakobsen   | Danmark   | Målmand      | 2007-2008 (1)  |
| 6  | Simon Krogh        | Danmark   | Playmaker    | 2007-2011 (4)  |
| 20 | Rune Ohm           | Danmark   | Højre back   | 2008-2011 (3)  |
| 19 | Goran Kozomara     | Slovenien | Stregspiller | 2008-2010 (2)  |
| 1  | Kristian Asmussen  | Danmark   | Målmand      | 2010-2012 (2)  |
| 4  | Per Leegaard       | Danmark   | Højre back   | 2010-2012 (2)  |
| 20 | Vignir Svavarsson  | Island    | Stregspiller | 2005-2008 (3)  |
| 11 | Jesper Jensen      | Danmark   | Playmaker    | 2000-2013 (13) |
| 6  | Henrik Møllgaard   | Danmark   | Venstre Back | 2012-2016 (4)  |

## Seneste sæsoners placeringer
| Sæson     | Placering                              | Træner                                                  | Europa Cup                                                       | Pokal                                             | Årets spiller         |
| --------- | -------------------------------------- | ------------------------------------------------------- | ---------------------------------------------------------------- | ------------------------------------------------- | --------------------- |
| 2011/12   | 7                                      | Krister Lindgren/Veroljub Kosovac - Ass.: Morten Bjerre | EHF-CUP-1/16-finalenederlag til US Dunkerque (Frankrig)          | ?                                                 | René Rasmussen        |
| 2010/11   | 3                                      | Veroljub Kosovac                                        | Ikke kvalificeret                                                | Kvartfinalenederlag til AG København              | Jacob Østergaard      |
| 2009/10   | 7                                      | Veroljub Kosovac                                        | Ikke kvalificeret                                                | Semifinalenederlag til AG København               | Claus Møller Jakobsen |
| 2008/09   | 7                                      | Ryan Zinglersen & Jan Leslie                            | Ikke kvalificeret                                                | 1/16-finale-nederlag til Lemvig-Thyborøn Håndbold | Anders Eggert         |
| 2007/08   | 6                                      | Ryan Zinglersen & Jan Leslie                            | Ikke kvalificeret                                                | Kvartfinalenederlag til GOG Svendborg TGI         | Vignir Svavarsson     |
| 2006/07   | 7                                      | Aron Kristjansson & Anders Dahl-Nielsen                 | EHF-CUP-semifinalenederlag til BM Aragon (Spanien)               | 6. runde-nederlag til KIF Kolding                 | Jesper Jensen         |
| 2005/06   | 3 - Semifinalenederlag til KIF Kolding | Aron Kristjansson & Anders Dahl-Nielsen                 | CupWinnersCup-kvartfinalenederlag til HCM Constanta (Rumænien)   | Semifinalenederlag til Viborg HK                  | Michael V. Knudsen    |
| 2004/05   | 5                                      | Aron Kristjansson & Anders Dahl-Nielsen                 | EHF-CUP 3. runde-nederlag til Dinamo Astrakhan (Rusland)         | Tidlig exit mod FIF                               | Sune Agerschou        |
| 2003/04   | 4 - Semifinalenederlag til KIF Kolding | René Hamann-Boeriths & Anders Dahl-Nielsen              | Champions League 1/16-finalenederlag til SC Magdeburg (Tyskland) | Finalenederlag til KIF Kolding                    | Michael V. Knudsen    |
| 2002/03   | 2 - Finalenederlag til KIF Kolding     | René Hamann-Boeriths & Anders Dahl-Nielsen              | Challenge Cup Vinder                                             | Finalenederlag til GOG                            | Kristian Gjessing     |
| 2001/02   | 5                                      | Henning Kjærgaard & Anders Dahl-Nielsen                 | Challenge Cup Vinder                                             | Semifinalenederlag til GOG                        | Claus Hansen          |
| 2000/01   | 5                                      | Henning Kjærgaard & Anders Dahl-Nielsen                 | CupWinners Cup 4. rundenederlag til RK Sintelon (Jugoslavien     | 6. runde nederlag til Ikast-Boerding EH           | Jesper Jensen         |
| 1999/2000 | 5                                      | Henning Kjærgaard & Anders Dahl-Nielsen                 | 3. plads i Champions League-gruppespillet                        | 6. runde nederlag til Skovbakken                  | Peder Christensen     |
| 1998/99   | 1 - Danske Mestre                      | Henning Kjærgaard & Anders Dahl-Nielsen                 | Ikke kvalificeret                                                | Vinder efter finalesejr mod FIF                   | Henrik Sloth          |
| 1997/98   | Nr. 2 i 2. div. - oprykning til ligaen | Bo Roy                                                  | Ikke kvalificeret                                                | Finalenederlag til KIF Kolding                    | Henrik Bergholt       |
| 1996/97   | 6 i 2. div.                            | Bo Roy                                                  | Ikke kvalificeret                                                | Tidlig exit mod Vrold/Skanderborg                 | Ikke kåret            |
| 1995/96   | 6 i 2. div.                            | Flemming Bevensee                                       | Ikke kvalificeret                                                | 1/8-finalenederlag mod GOG                        | Ikke kåret            |
| 1994/95   | 6 i 2. div.                            | Flemming Bevensee                                       | Ikke kvalificeret                                                | Tidlig exit mod Bjerringbro KFUM                  | Ikke kåret            |
| 1993/94   | 4 i 2. div.                            | Flemming Bevensee                                       | Ikke kvalificeret                                                | Finalenederlag til Roar Roskilde                  | Ikke kåret            |
| 1992/93   | 11 i 2. div.                           | Flemming Bevensee                                       | Ikke kvalificeret                                                | ?                                                 | Ikke kåret            |

## Damer
Af damer, der tidligere har spillet for Skjern Håndbold, er bl.a.:
- Trine Troelsen
- Malene Dalgaard
- Marianne Bonde
- Pernille Olesen